# Henri Ier le Barbu
Pour les articles homonymes, voir Henri et Henri Ier.
Henri Ier le Barbu (en polonais Henryk I Brodaty), né vers 1170 à Głogów et mort le 19 mars 1238 à Krosno Odrzańskie, est un prince polonais de la dynastie Piast. Fils du duc de Silésie Boleslas Ier le Long et de la comtesse allemande Christine, Il est devenu duc de Wrocław le 8 décembre 1201 et duc de Cracovie en 1232. Au cours de son règne, il a tenté de réunifier les territoires polonais.

## Duc de Silésie
En 1201, après la mort de son père, Henri Ier le Barbu hérite du trône de Silésie. En 1205, il accepte de faire un échange de terres avec le duc de Grande-Pologne Ladislas III dit aux Jambes Grêles. Il reçoit la région de Kalisz et cède la région de Lubusz. Pas pour très longtemps puisqu'en 1210, le margrave de Lusace, arrache Lubusz à la Grande-Pologne. Un an plus tard, Henryk Ier repousse l’envahisseur et reprend la région. En 1230, Henri Ier récupère aussi le duché d’Opole et devient ainsi le maître de toute la Silésie.

## Héritier du duc de Grande-Pologne
En 1217, il conclut un nouveau accord avec Ladislas III, grâce à la médiation des évêques de Poznań et de LubuszLes termes exacts de l’accord ne nous sont pas connus. Cependant, on sait que Ladislas III obtient, non seulement la garantie de pouvoir conserver le territoire de Ladislas Odonic, territoire qui aurait pu être revendiqué par Henri Ier (qui avait obtenu Kalisz quelques années auparavant), mais il reprend également Lubusz à la Silésie. En échange, Henri obtient de pouvoir hériter de toutes les possessions du duc de Grande-Pologne qui n’a pas d’enfants. Cet accord est approuvé par une bulle pontificale datée du 9 mai 1218.
Henri participe aux croisades baltes contre les Prussiens en 1222 et 1223. En 1225, il tente de s’emparer du trône de Cracovie et assiège la ville pendant quelques jours avant de renoncer.

## Allié du duc de Grande-Pologne
Le 23 novembre 1227, à l’occasion d’une assemblée des ducs Piasts à Gąsawa, il est gravement blessé dans un guet-apens monté par Świętopełk II de Poméranie et Ladislas Odonic. Lech le Blanc y perd la vie. Cet assassinat est suivi d’une foire d’empoigne entre les prétendants au trône. Henri Ier soutient Ladislas III dans la lutte pour la conquête de Cracovie. Ce dernier gagne le trône.

## Lutte pour la Cracovie
Conrad de Mazovie ne renonce pas à son ambition de monter sur le trône de Cracovie et lance une attaque contre la Petite-Pologne au cours de l’été 1228. Elle est arrêtée par Henri II le Pieux, le fils d’Henri Ier. Conrad de Mazovie ne s’avoue pas vaincu et l’année suivante, il lance une nouvelle invasion qui lui permet de s’emparer d’une grande partie de la Petite-Pologne et de Cracovie. Il réussit même à enlever Henri Ier. Grâce à la médiation de sa femme Edwige, celui-ci sera relâché contre la promesse de renoncer à Cracovie. Par la suite, il sera libéré par le pape de cette promesse faite sous la contrainte.

## Duc de Cracovie
En 1232, Henri Ier devient duc de Cracovie et prend le contrôle du duché de Sandomierz en devenant le protecteur de Boleslas V le Pudique.

## Conquête de la Grande-Pologne
Au printemps 1231, Henri lance une offensive contre Ladislas Odonic qui revendique la Grande-Pologne. Elle se solde par un échec. En juillet 1234, Henri lance une attaque décisive contre la Grande-Pologne par l’ouest et le sud, s’emparant du sud de la Grande-Pologne, jusqu’à la Warta. En septembre 1234, il offre le trône de Grande-Pologne à son fils Henri II.
Duc de Cracovie et de Silésie, Henri Ier le Barbu décède le 19 mars 1238, après avoir réunifié les duchés de Cracovie, de Silésie et de Grande-Pologne. Il est inhumé dans l’église cistercienne de Trzebnica.

## Mariage et descendance

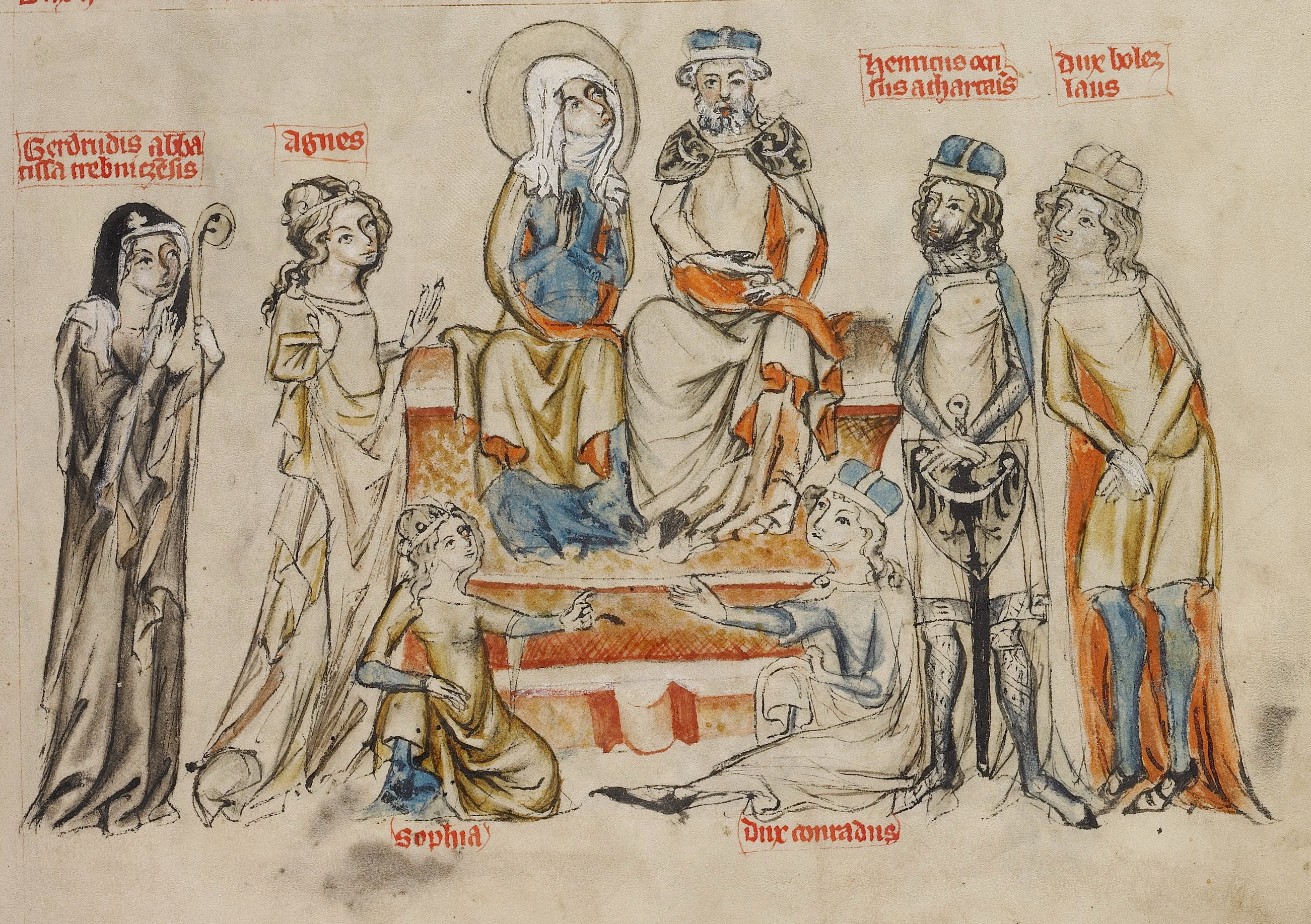
Henri Ier avec sa famille. Assis au centre : Henri et son épouse Edwige. Debout, de gauche à droite : Gertrude, Agnès, Henri et Boleslas. Sophie et Conrad assis au premier plan.

Vers 1186, Henri Ier épouse Edwige de Silésie, la fille du comte bavarois Berthold IV von Diessen qui sera canonisée en 1267 par le pape Clément IV. Ils eurent 7 enfants :
- Agnès (1190 – avant 11 mai 1214) ;
- Boleslas (1191 – 10 septembre 1206 ou 1208) ;
- Henri II le Pieux (né en 1196 et mort à la bataille de Legnica, le 9 avril 1241) ;
- Conrad le Frisé (vers 1191-1198 – 4 septembre 1213 à Czerwony Kościół) ;
- Sophie (1200 – avant le 23 mars 1214) ;
- GertrudE (1200 – 6 ou 30 décembre 1268 à Trzebnica), abbesse de Trzebnica ;
- Ladislas (avant le 25 décembre 1208 – 1214-1217).